# East Village (Manhattan)
East Village ist ein Stadtteil im Bezirk Manhattan in New York. Es liegt östlich von Greenwich Village, südlich von Gramercy Park und Stuyvesant Town, und nördlich der Lower East Side. Innerhalb des Stadtteils liegen die Bowery, Alphabet City und Tompkins Square Park.
Das Viertel war bis in die 1960er Jahre ein Teil der Lower East Side. Einst ein Mittelpunkt der New Yorker Subkultur, hat sich East Village zu einem populären Szeneviertel entwickelt.

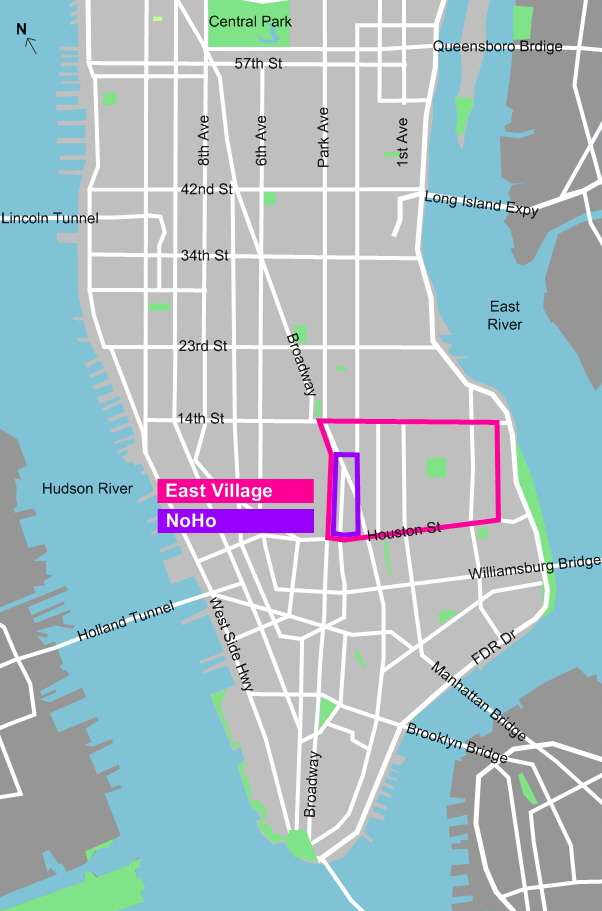
Karte von East Village in Manhattan

Die Einwohnerzahl betrug im Jahr 2015 - 64.710 Einwohner.

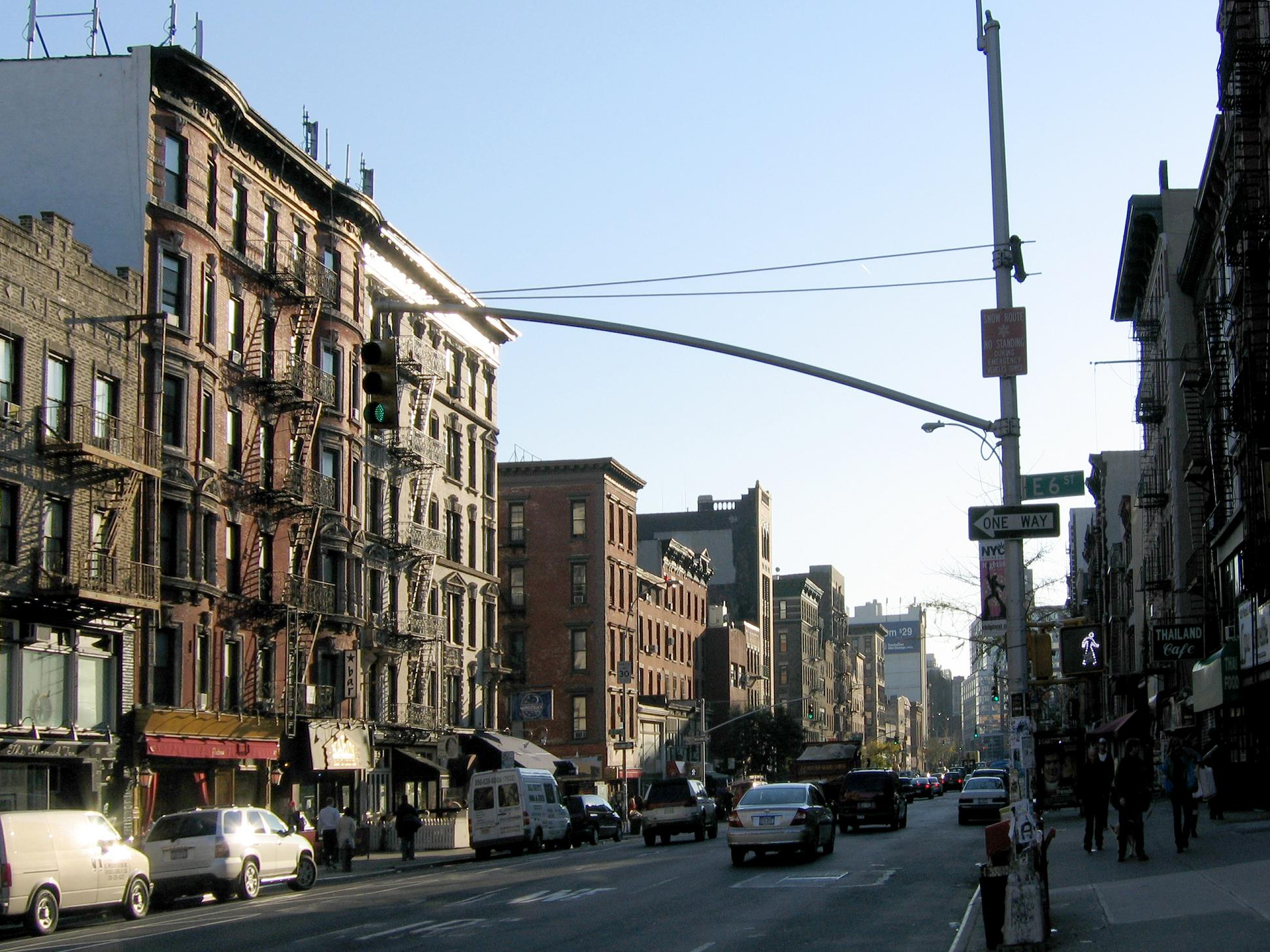
Das East Village – Blick die 2nd Avenue südwärts von der 6. Straße aus

## Geschichte

### Gründung
Auf dem Gebiet des heutigen East Village lag ursprünglich ein Bauernhof des niederländischen Gouverneurs Wouter van Twiller. Petrus Stuyvesant erhielt den Hof 1651 und dieser wurde über sieben Generationen von der Familie bewirtschaftet.
Zu Beginn des 19. Jahrhunderts wurden die Parzellen verkauft und in New York eingemeindet. Es entstand für einige Jahrzehnte ein Villenviertel, bis eine große irische und deutsche Einwanderungswelle in den 1840er und 1850er Jahren begann. Immobilienspekulanten bauten große Wohnanlagen mit Mietwohnungen und Appartements und vermieteten die Zimmer an Arbeiter. Das Viertel wurde ein Zentrum deutscher Migrationskultur mit Biergärten, Sportvereinen, Schützenvereinen, Schulen und Kirchen und erhielt den Namen Kleindeutschland (Little Germany). Die Deutschen bildeten zu dieser Zeit (auf dem Höhepunkt mit 370.000 Menschen) die größte deutsche Auslandsgemeinde. Aufgrund des Verlustes vieler für die Gemeinschaft wichtiger Personen bei der General-Slocum-Katastrophe im Jahre 1904 zerfiel sie im Jahr darauf und Einwanderer anderer Nationalitäten übernahmen die Wohnungen. Durch Aufschüttungen im East River wurde das Viertel kontinuierlich nach Osten erweitert.

### East Village als Szeneviertel
Bis Mitte der 1960er Jahre war East Village ein nördlicher Teil der Lower East Side mit ähnlichen ethnischen und sozialen Verhältnissen. Durch den Einzug der Beatniks in den 1950er Jahren wurde das Viertel für Hippies, Musiker und Künstler attraktiv, die sich dort ab 1960 niederließen. Um das Gebiet von den Slums der Lower East Side abzugrenzen und die Nähe zu den populären Vierteln Greenwich Village und SoHo zu verdeutlichen, bezeichneten Vermietungsagenturen die Gegend zunehmend als East Village. Der neue Name etablierte sich und wird seit den späten 1960er Jahren ausschließlich benutzt.
Im East Village entwickelte sich eine lebendige Musik- und Kulturszene. Andy Warhol organisierte 1966 eine Reihe von Shows mit musikalischer Begleitung der Band The Velvet Underground. Der Musikclub CBGB erlangte durch den Punkrock internationale Bekanntheit. In den späten 1970er und frühen 1980er Jahren wurde die Performance-Kunst maßgeblich durch die Theater im Viertel beeinflusst. Die Galerien verhalfen zahlreichen postmodernen Künstlern zum Erfolg, darunter Keith Haring, Jean-Michel Basquiat und Jeff Koons.
Seit den 1980er Jahren verzeichnet das Viertel tendenziell einen Rückgang der freien Kunst- und Kultureinrichtungen. East Village wurde  gentrifiziert, dadurch verließen Galerien, Kunstbühnen und die schwul-lesbische Szene das Stadtviertel. East Village wurde ein populäres Stadtviertel mit vielen Parkanlagen und zahlreichen Museen, Bibliotheken, Theatern und Geschäften. Es finden mehrere Musikfestivals im Jahr statt, darunter ein überregional bekanntes Jazz-Festival.

## Verkehr
Die nächsten U-Bahn-Stationen sind Second Avenue (Linien F und M), Astor Place (Linien 4, 6 und 6-Express), Eighth Street – New York University (Linien N, Q, R und W) und First Avenue (Linie L). Im East Village verkehren außerdem die Buslinien M1, M2, M3, M8, M9, M14A, M14D, M15, M15 SBS, M21, M101, M102 und M103.